# Station Lana-Postal Lana-Burgstall
Station Lana-Postal Lana-Burgstall is een spoorwegstation aan de Burggrafenspoorlijn op de grens van Lana en Burgstall (Italië-Zuid-Tirol).
De stationsnaam wordt volgens de regels van Trenitalia in het Italiaans aangegeven, gevolgd door het Duits als lokale taal.